# Nobodyknows+
nobodyknows+（ノーバディーノウズ）は、日本の男性5人組ヒップホップグループ。1999年結成。所属レコード会社兼レーベルは$TAX RECORDS。

## 概要
2007年3月まで、5MCに1DJという珍しい編成だったが、現在は4MCに1DJの編成である。
2000年、DJ MITSUが主宰するレーベル『$TAX Records』より、"nobodyknows"、2001年に"nobodyknows 2"を発表。当初のメンバーはg-ton、Crystal Boy、DJ MITSU。また同レーベルはシーモネーター（現・SEAMO）やDJ TAKI-SHITを始めとする、様々な名古屋在住のアーティストの作品を次々と全国流通させ、それまで東京中心であったHipHopカルチャーへのカウンター的レーベルとして高く評価されている。
2002年 SONY MUSICと契約。大ヒットとなる"ココロオドル"を含む1stアルバム『Do You Know?』（2004年）がオリコンアルバムランキング1位を達成。前代未聞となる『所属事務所無し』でのNHK紅白歌合戦出場、同年の有線大賞新人賞を始めとする様々な賞を獲得。
2006年、国内HipHopグループとしては初となる『全国47都道府県ツアー』を開催。
その後『エル・ミラドール～展望台の唄～』（『モード学園』CF曲）や『シアワセナラテヲタタコウ』（映画『カンフーハッスル』日本版イメージソング）、『Hero's Come Back!!』（アニメ『NARUTO -ナルト- 疾風伝』OPテーマ）を始めとするヒットを連発させるが、オリジナルメンバーでもあるg-tonの脱退や、それぞれの活動が多岐に渡り、そのほとんどが名古屋を中心とする事などから、ベストアルバムを最後にSONY MUSICとの契約を終了させる。
また結成から現在に至るまで地元が名古屋という関係から、近年は中日ドラゴンズとの関係が深い。2010年にはドラゴンズのチアリーディングチームであるチアドラゴンズのダンス曲「Winds of Wins」を提供し、浅尾拓也投手に登場曲「1-9(theme from No.41)」を提供した。チアドラゴンズに2011年「Fly High」、2012年「JOIN US」、2013年「Let's Dance」を提供しているほか、ナゴヤドームでの中日戦の場内演出などを現在に至るまでDJ MITSUが総合プロデュースしている。
2011年、DJ MITSUの呼びかけで、nobodyknows+とともに名古屋を拠点に活躍し交流のあるHOME MADE 家族やSEAMOのコラボレーションで東日本大震災のチャリティーソング「HOLD MY HAND」を作成。期間限定リリースながら、iTunes HipHopチャートで1位を記録。収益金の全てを名古屋市に寄付する。
唯一の主催イベントとなる年末の恒例ワンマンライブ『出張ネバーランド・大忘年会スペシャル』には、名古屋ゆかりのアーティストや著名人、格闘家やプロ野球選手などがゲストとして登場している。
2012年より地元愛知県公認の「あいち音楽大使」を委嘱。
2019年、音楽原作キャラクターラッププロジェクト『ヒプノシスマイク』に書き下ろし楽曲『Bad Ass Temple Funky Sounds』を提供。同楽曲を収録したアルバムはオリコンシングルチャートで週間1位を獲得した。
2022年にはYouTubeチャンネル「THE FIRST TAKE」で歌った代表曲の「ココロオドル」が、公開2週間で1000万回再生を突破した。ちなみに「THE FIRST TAKE」については、メンバー全員がその存在を知らず一度出演オファーを断ったが、「周りの若い子とか友達の娘さんなどが『それは絶対出た方がいい』と」出演を勧めるため、一転して出演を決めたというエピソードが残っている。同年大みそかには『ももいろ歌合戦』（BS日テレ・ニッポン放送・ABEMAなどが生中継）へ初出場。

## メンバー
全員が名古屋市およびその近隣で定職に就いており、それぞれの仕事の傍らライブ活動を行っている。
- DJ MITSU

（ディージェイみつ）1972年3月12日（53歳） - 本名：山本 充洋
A型。愛知県名古屋市千種区出身。
「nobody knows」時代からのメンバーでありリーダー。 サウンドを作りあげ曲としてまとめ上げている。ライブでは裏方に徹する事が多い。
プロダクトの要となる『Sigma Sounds Studio』の運営、 $TAX RECORDS（ドルタックス・レコーズ）の設立者。
様々なアーティストへの曲提供や、2010年より中日ドラゴンズ戦におけるナゴヤドームで使用されるほとんどの映像楽曲、また松平健が歌う同球団公式歌『昇竜〜いざゆけドラゴンズ〜』の作曲、プロデュースも手掛ける他、別名義では海外を中心としたアンダーグラウンドなクラブ向けのアナログレコードを継続的にリリース。
行政との関わりも深く、2015年よりスタートした名古屋市が若い音楽家を支援する事業『NAGOYA POP UP ARTIST』の発案者であり、唯一のスペシャルサポーターも務めている。
宅地建物取引士の資格を持っており、2022年現在は不動産業も営んでいる。
- Crystal Boy

（クリスタルボーイ）1977年7月4日（47歳） - 本名：加藤 正道
O型。岐阜県多治見市出身。
「nobody knows」時代からのメンバー。 CHEMISTRYの「君をさがしてた」のリミックスバージョンにSEAMO（参加当時の名義はシーモネーター）と共に参加。また、SEAMOが主催した「男塾伝説」の「正義と微笑～純情派～」にソロで参加している。
2010年、ソロアーティストとしてデジタルシングル「夜は短し踊れよ男子」、「夜の蝶」、「言葉以上…feat.AZU」を3カ月連続ドロップ。同年10月27日、1stミニアルバム「クリスタルボーイ」をリリース。
2018年現在はセレクトショップ「BPM」のオーナーも務めている。また、専門学校の講師として週1回ラップを教えている。
- ヤス一番?

（やすいちばん）1978年11月29日（46歳） -本名：鈴木 保幸
A型。岐阜県多治見市滝呂町出身。
1995年16歳でマイクを握りそれと同時に名古屋市で活動を始める。
Kamaholicks、buzzer beater（木曜会） 、わかば塾など様々なグループで活動の末、2004年「nobody knows」に加入。2009年「nobodyknows+」の活動と平行し、ソロ活動を始動。
2022年時点で、愛知県名古屋市中区栄にある居酒屋「わかば屋」のオーナー。
- HIDDEN FISH（ヒッデンフィッシュ）→漫☆画次郎（まんがじろう、2012年より）→ちびまるお（2013年より）→魚太郎☆サラダ味☆（うおたろうサラダあじ、2015年12月28日より）→ホクロマン半ライス!!!（ほくろマンはんライス、2017年12月28日より）→ノリノリで歌う坂梨（のりのりでうたうさかなし、2024年1月1日より）

1979年7月21日（45歳） - 本名：坂梨 博樹
A型。岐阜県出身、岐阜県立土岐商業高等学校経理科卒。
HIDDEN FISH時の名前の由来は、本名の「坂梨」に「さかな（魚）」が隠れていることから。以降幾度か名前を変えているが、周辺からは結成当時から「ナシ」の愛称で呼ばれている。
愛知県名古屋市中区栄にある「ホルモン酒場 ちから」のオーナー。
2022年時点で、愛知県名古屋市中村区名駅3丁目で「餃子酒場 ちゃおまる」の店長をしている。また、卓球のTリーグに参戦するトップおとめピンポンズ名古屋の応援団長として、試合時のMCを担当している。

- ノリ・ダ・ファンキーシビレサス

1980年8月20日（44歳） - 本名：岡村 典幸
O型。愛知県名古屋市千種区出身。
ダミゴエフロウと呼ばれる声質を持つ。メンバーの中では最年少だった。
大のプロレス好きであり、度々プロレス会場で目撃され、TV中継が入った試合では、観戦している模様が映り実況アナウンサーに紹介される場面もあった。2010年5月5日、プロレス興行今池プロレスでプロレスラーデビュー。その後も今池プロレス所属選手として主に名古屋で開催される大会に出場していたが、2018年10月19日にレスラー最後の試合を行ってプロレスラーとしての活動を引退した。
2018年時点では、愛知県長久手市のTaskファームで農場長を務める傍ら、ジャパンラグビートップリーグ・三重ホンダヒートのスタジアムMCも務めている。その後拠点を岐阜県可児市に移し、2022年時点では主にハーブ類とさつまいもの栽培を手掛けている。

## 元メンバー
- g-ton

（ジートン）1975年1月22日（50歳） - 本名：後藤 和幸
B型。愛知県出身。
「nobody knows」時代からのメンバー。ドレッドヘアーがトレードマークだったが現在は坊主にしている。
2007年、音楽の方向性に違いが出てきた為、脱退。以降、ソロ活動を行う。
2010年頃にニューヨーク・ブルックリン区に移住し、以後ずっとブルックリン在住。
2020年8月に放送された『CDTVライブ!ライブ!スペシャル』（TBSテレビ）では13年ぶりにnobodyknows+のメンバーとして参加し、共に「ココロオドル」を披露した。2022年6月には「THE FIRST TAKE」に参加。同年9月には『ミュージックステーション』（テレビ朝日）にnobodyknows+のメンバーとして出演、「ココロオドル」を歌唱した。

## 来歴
- 1999年10月1日 - 愛知県名古屋市で結成（当時のユニット名は「nobody knows」、メンバーはg-ton、DJ MITSU、crystal boyの3人）。
- 2000年8月29日 - はじめてインディーズでCD「nobody knows」をリリース。地元名古屋HMVで4位にチャートインする。
- 2001年5月5日 - 「nodody knows2」をリリース。 オリコンインディーチャートで19位にランクインする。
- 2002年2月1日 - SMEと契約。
- 7月1日 - 「わかば塾」というマスクマンユニットをDJ MITSUのプロデュースの元に結成。この時既にnobodyknowsでDJ MITSU名義を使用していたので「BLACK TIGER」と名乗る。そしてインディー1st EP CD「お前は平田だろ?」をリリース。このわかば塾の3名こそ、ヤス一番?、HIDDEN FISH、ノリ・ダ・ファンキーシビレサスである。名古屋の老舗クラブ「LUSH」の最上階にあるDJ MITSUが経営する「SIGMA SOUNDS STUDIO」で活動していた。
- 2003年2月19日 - 『nobody knows3』をリリースし、メジャーデビューを果たす。
- 6月1日 - メジャーとの契約上、「わかば塾」への曲の提供が難しくなったため、ヤス一番?、HIDDEN FISH、ノリ・ダ・ファンキーシビレサスの3人を加え「nobodyknows+」を結成する。
- 8月27日 - 「nobodyknows+」として初めてのシングル「以来絶頂」をリリース。
- 11月3日 - FMフェスティバル03の愛知代表に選ばれる。
- 11月19日 - ミニアルバムとして『ススミダス→』をリリース。
- 2004年2月25日 - シングル「ポロン2」リリース。
- 5月9日 - 「Sony Music Fes.2004」に出演。
- 5月26日 - シングル「ココロオドル」リリース。
- 6月3日 - ファーストアルバム『Do You Know?』リリース。70万枚の大ヒットを記録し、nobodyknows+が全国区のアーティストとなった事を象徴するようだった。
- 12月31日 - NHK紅白歌合戦初出場。
- 2005年1月13日 - 「シアワセナラテヲタタコウ/T.R.U.E」をリリース。
- 4月27日 - 「メバエ」をリリース。
- 7月6日 - 「エル・ミラドール～展望台の唄～」をリリース。
- 10月19日 - 「どうよ？」をリリース。TVCMでは同名のお笑い芸人「どーよ」を起用する。
- 2007年3月24日 - アメリカ・ロサンゼルスにてTokyo Night2007にメインアーティストとして出演。
- 4月1日 - 公式サイトにてg-tonの脱退を発表。
- 4月25日 - 「Hero's Come Back!!」をリリース。
- 8月22日 - サードアルバム『vulgarhythm』をリリース。
- 2008年4月9日 - 「アンダーレイン」をリリース。
- 7月30日 -「Villain's Pain (Hero's Come Back!!～Other Side～)/イマイケサンバ」をリリース。
- 2009年2月11日 - 「Fallin'」をリリース。
- 2009年3月11日 - 初のベストアルバム『best of nobody knows+』をリリース。
- 2010年 - DJ MITSUが設立したレーベル、ドルタックスレコーズが復活。ソニーとの契約を解除し、同レーベルへ移籍。
- 6月24日 - 中日ドラゴンズのチアドラゴンズ公式テーマソング「Winds of Wins」を限定流通シングルとしてリリース。この年から、4年連続で同球団チアドラゴンズにテーマソングを提供している。
- 2013年9月25日 - 約6年ぶりにオリジナルアルバム『nobodyknows+ is dead?』をリリース[7]。
- 2014年5月7日 -2004年にリリースされた「ココロオドル」が10年ぶりにiTunes HipHopチャート3週連続で1位を記録。
- 2014年6月28日 - ロシア第3の都市 ノボシビルスク市より招聘を受け、同市のフェスにメインアーティストとして出演。
- 2015年9月16日 - 約2年ぶりにレゲエシンガーmachacoとフィーチャリングをした『あの夏の日 feat.machaco』を含めた4曲入りミニアルバム『PLATINUM 4』をリリース。
- 2017年12月6日 - 約4年ぶりにオリジナルアルバム『THE FIVE WAYS』をリリース。
- 2020年8月 - 「CDTVライブライブ」（TBS系）にて、約13年ぶりにg-tonを含めた6人で「ココロオドル」を披露。
- 2022年6月 - 「THE FIRST TAKE」にg-tonを含めた6人で参加。「ココロオドル」を歌唱した[6]。この動画は公開2週間で1000万回再生を突破した[2]。
- 8月22日 - HIKAKINとのコラボレーション動画を投稿。
- 11月30日 - 2枚目となるベストアルバム『ALL TIME BEST』をリリース。同日からSony MusicのYouTubeチャンネルより複数に分けて過去のミュージックビデオが投稿された。
- 12月 - 日本武道館で開催されるライブイベント『ももいろ歌合戦』（BS日テレ・ニッポン放送・ABEMAなどが生中継）への初出場が決定。

## ディスコグラフィ

### シングル
|      | 発売日         | タイトル                                                          | 規格品番                                                                         | 収録曲 | 備考                           |
| ---- | -------------- | ----------------------------------------------------------------- | -------------------------------------------------------------------------------- | --- | ------------------------------ |
| 1st  | 2003年08月27日 | 以来絶頂                                                          | AICL-1425:CCCD AICL-1558:CCCD AICL-1678:CD AIJL-5184:LP                          | 1. intro 2. 以来絶頂 3. 太陽と少年 featuring ダンカン 4. Theme from nobody knows pt.5～ヨロメキ～                                                                                                   | オリコン圏外                   |
| 2nd  | 2004年02月25日 | ポロン2                                                           | AICL-1511:CCCD AICL-1684:CD AIJL-5214:LP                                         | 1. ポロン2 2. さくら Spring Field version（CRYSTAL BOYのソロ） 3. ポロン2 -instrumental- 4. さくら Spring Field version-instrumental-                                                               | オリコン最高25位、登場回数21回 |
| 3rd  | 2004年05月26日 | ココロオドル                                                      | AICL-1539-40:初回生産限定盤 CCCD AICL-1541:通常盤 CCCD AICL-1689:CD AIJL-5220:LP | | オリコン最高5位、登場回数46回  |
| 4th  | 2005年01月13日 | シアワセナラテヲタタコウ/T.R.U.E.                                 | AICL-1601:CD AIJL-5243:LP                                                        | | オリコン最高3位、登場回数10回  |
| 5th  | 2005年04月27日 | メバエ                                                            | AICL-1613:CD AIJL-5255:LP                                                        | | オリコン最高9位、登場回数7回   |
| 6th  | 2005年07月06日 | エル・ミラドール〜展望台の唄〜                                    | AICL-1627:CD AIJL-5261:LP                                                        | | オリコン最高6位、登場回数13回  |
| 7th  | 2005年10月19日 | どうよ?                                                           | AICL-1657:CD SYUM-0301:LP                                                        | | オリコン最高10位、登場回数5回  |
| 8th  | 2007年04月25日 | Hero's Come Back!!                                                | AICL-1822-3:初回生産限定盤 CCCD AICL-1824:通常盤 CCCD AIJL-5308:LP               | | オリコン最高17位、登場回数9回  |
| 9th  | 2008年04月09日 | アンダーレイン                                                    | AICL-1910                                                                        | 1. アンダーレイン feat.プリメラ 2. きになるき 3. 好きだぜ、マリー。 -春version- 4. アンダーレイン feat.プリメラ -instrumental-                                                                      | オリコン最高41位               |
| 10th | 2008年07月30日 | Villain's Pain（Hero's Come Back!!～Other Side～）/イマイケサンバ | AICL-1947                                                                        | 1. Intro 2. Villain's Pain（Hero's Come Back!!～Other Side～） 3. interlude 4. イマイケサンバ 5. Villain's Pain（Hero's Come Back!!～Other Side～） -instrumental- 6. イマイケサンバ -instrumental- | オリコン最高72位               |
| 11th | 2009年02月11日 | Fallin' feat.シゲルBROWN                                          | AICL-1990                                                                        | 1. Fallin' feat.シゲルBROWN 2. フォーリンLive at 今池オープンハウス in 1988) /シゲルBROWN&The Spice Stars 3. Fallin' feat.シゲルBROWN -instrumental-                                                | オリコン最高129位              |
| 12th | 2010年6月24日  | Winds of Wins                                                     | TNK-019                                                                          | 1. Winds of Wins 2. 1-9(theme from No.41) 3. Winds of Wins [Inst] 4. 1-9(theme from No.41) [Inst]                                                                                                   | 限定流通                       |
| 13th | 2011年4月12日  | Fly High                                                          | TNK-022                                                                          | 1. Fly High 2. FOREVER 3. Fly High [Inst] 4. FOREVER [Inst] | 限定流通                       |
| 14th | 2011年8月31日  | HOLD MY HAND                                                      | デジタルシングル                                                                 | 1. HOLD MY HAND HOME MADE 家族、SEAMOとのコラボチャリティーシングル | 限定流通                       |
| 15th | 2012年6月8日   | Join Us                                                           | TNK-027                                                                          | 1. Join Us 2. MUST BE TRUE 3. Join Us [Inst] 4. MUST BE TRUE [Inst] | 限定流通                       |
| 16th | 2013年3月29日  | Let's Dance                                                       | TNK-028                                                                          | 1. Let's Dance 2. Join Us（Remix） feat.SEAMO、KOOKAI、NAL、SAMON、with Yonesaki Junior High School 3. Let's Dance（inst） 4. Join Us（Remix inst）                                                 | 限定流通                       |
| 17th | 2013年7月10日  | 愛のテーマ feat.中村耕一                                          | デジタルシングル                                                                 | 1. 愛のテーマ feat.中村耕一 | 配信                           |
| 18th | 2019年12月24日 | ココロオドル REMIX                                                | HR7S167                                                                          | 1. ココロオドル Remix 2. ココロオドル Remix (Instrumental) |                                |
| 19th | 2022年7月20日  | ココロオドル / Hero's Come Back!!                                 | MHKL 67                                                                          | 1. ココロオドル 2. Hero's Come Back!! |                                |

### ミニアルバム
|     | 発売日         | タイトル          | 規格品番                                                | 収録曲 | 備考                                   |
| --- | -------------- | ----------------- | ------------------------------------------------------- | --- | -------------------------------------- |
| 1st | 2000年08月29日 | nobody knows      | TNK-005:LP TNK-006:CD                                   | 1. Theme from nobodyknows pt.1 2. 正義と微笑 3. Understan'? 4. さくら | 「nobody knows」名義（自主制作）       |
| 2nd | 2001年04月28日 | nobody knows2     | TNK-010:CD TNK-013:LP                                   | 1. Theme from nobodyknows pt.2 2. 続・スピーカーから 3. 朝 4. 二十一世紀旗手 feat シーモネーター、ガリガリ亡者、ヤス一番?                                                        | 「nobody knows」名義（自主制作）       |
| 3rd | 2002年07月27日 | おまえは平田だろ? | TNK-17                                                  | 1. intro 2. Nunber One 3. エル・サムライ 4. Real Man 5. ...!（Bounus Track） | 「わかば塾」名義                       |
| 4th | 2003年02月19日 | nobody knows3     | AICL-1401:CCCD AICL-1556:CCCD AICL-1669:CD AIJL-5172:LP | 1. 二十一世紀旗手（Reprise） 2. 家々～撰ばれてあることの恍惚と不安とふたつ我にあり～ 3. Theme from nobody knows pt.4 4. NEXT BATTER'S CIRCLE 5. センチメンタル バス              | 「nobody knows」名義 オリコン最高176位 |
| 5th | 2003年11月19日 | ススミダス→       | AICL-1502:CD AIJL-5209:LP                               | 1. ススミダス→（PlayStation 2用ソフト「みんなのGOLF4」‘次のコースへ篇’CMソング） 2. innocent word 3. Rash feat.coba 4. Theme from nobodyknows+ pt.6 5. 狗尾草～coba_strumental～ | オリコン最高69位、登場回数27回         |
| 6th | 2015年09月16日 | PLATINUM4         | TNK-034                                                 | 1. New World 2. Let to be 3. あの夏の日 feat.machaco 4. いい歳こいて(kawa-chang remix)                                                                                           |                                        |

### アルバム
|      | 発売日                                       | タイトル              | 規格品番                                    | 備考                           |
| ---- | -------------------------------------------- | --------------------- | ------------------------------------------- | ------------------------------ |
| 1st  | 2004年06月30日 2004年07月07日 2005年07月27日 | Do You Know?          | AICL-1548:CCCD AICL-1638:CD AIJL-5227:LP    | オリコン最高1位、登場回数46回  |
| 2nd  | 2005年11月02日 2005年11月11日                | 5MC&1DJ               | AICL-1665:CD SYUM-0302:LP                   | オリコン最高8位、登場回数11回  |
| 3rd  | 2007年08月22日 2007年09月26日                | vulgarhythm           | AICL-1853:CD AIJL-5309:LP                   | オリコン最高32位、登場回数4回  |
| Best | 2009年03月11日                               | best of nobodyknows+  | AICL-1997-8:初回生産限定盤 AICL-1999:通常盤 | オリコン最高48位、登場回数2回  |
| 4th  | 2013年09月25日                               | nobodyknows+ is dead? | TNK-029                                     | オリコン最高197位、登場回数1回 |
| 5th  | 2017年12月06日                               | THE FIVE WAYS         | TNK-042                                     |                                |
| Best | 2022年11月30日                               | ALL TIME BEST         | MHCL-30770                                  | オリコン最高92位               |

### 映像作品
|     | 発売日         | タイトル                                                          | 規格品番                     | 備考                          |
| --- | -------------- | ----------------------------------------------------------------- | ---------------------------- | ----------------------------- |
| 1st | 2004年07月07日 | 出張ネバーランド@名古屋                                           | AIBL-9094:DVD                | オリコン最高37位、登場回数7回 |
| 2nd | 2005年04月27日 | Do You Know? tour 2004                                            | AIBL-9109:DVD AIUL-10004:UMD | オリコン最高73位              |
| 3rd | 2005年05月25日 | メバエ                                                            | AIBL-9110:DVD AIUL-10003:UMD |                               |
| 4th | 2006年11月22日 | nobodyknows+ tour 2006 "5MC & 1DJ" 〜くりぼうの面食い道中膝栗毛〜 | AIXL-3:BD AIBL-9148:DVD      | オリコン最高140位             |

### 参加作品
| 発売日         | タイトル                                                   | 規格品番                          | 収録曲 |
| -------------- | ---------------------------------------------------------- | --------------------------------- | --- |
| 1997年04月21日 | ACO「NUDE」                                                | HSCV 7                            | 3.DROP (ラッパーはG-TON) |
| 1998年         | ガリガリ亡者 「花／リベンジ」                              | TNK-001                           | 1.花 (カリオストロ城ミックス) (作曲はDJ MITSU) 2. 花 (カリオストゥルメンタル) (作曲はDJ MITSU)                                            |
| 2001年04月28日 | シーモネーター & DJ TAKI-SHIT 「OH! SEAMO」                | TNK-011 SFCD-0003                 | 4.女子大通り feat.CRYSTAL BOY(NOBODY KNOWS) 5.快楽の海 feat.CRYSTAL BOY(NOBODY KNOWS)                                                     |
| 2001年10月01日 | オムニバス 「名古屋場所」                                  | SFCD-0002                         | 10.家々～撰ばれてあることの恍惚と不安とふたつ我にあり-プロトタイプ- (NOBODY KNOWS) 11.THEME FROM NOBODY KNOWS Pt.3 (DJ MITSU)             |
| 2002年03月03日 | シーモネーター & DJ TAKI-SHIT 「モストデンジャラスボーイ」 | HIZPC-2001                        | 4.ロマンティックは止められない with シーCB [シーモネーター & CRYSTAL BOY]                                                                 |
| 2002年05月09日 | CHEMISTRY 「君をさがしてた 〜New Jersey United〜」         | DFCL 1069                         | 3.君をさがしてた シーモネーター & DJ TAKI-SHIT Remix feat. CRYSTAL BOY(NOBODY KNOWS)                                                      |
| 2002年10月28日 | mimmai 「In those days」                                   | RRCD-85323                        | 1. ささやきかけて (ラッパーはHIDDEN FISH,作曲はDJ MITSU)                                                                                  |
| 2002年11月01日 | オムニバス 「男塾伝説」                                    | SRCL-5451                         | 6.正義と微笑 ～純情派～ (CRYSTAL BOY) 12.Let's 男Sing (シーCB) 15.祭りの後にさすらいの日々を (DJ MITSU)                                   |
| 2003年04月02日 | Sunaga t Experience 「DOUBLE STANDARD」                    | RMCA-1010                         | 9.Strobe/Fruit (ラッパーはG-TON) |
| 2003年06月23日 | CHEMISTRY 「Between the Lines」                            | DFCL 1101                         | 11.君をさがしてた シーモネーター & DJ TAKI-SHIT Remix feat. CRYSTAL BOY(nobody knows)                                                     |
| 2004年07月28日 | i-dep「MEETING POINT」                                     | AZT-001                           | 9.amore feat.g-ton from nobodyknows+（special bonus track）                                                                               |
| 2005年06月22日 | Kaleidoscopio「tem que valer」                             | PTCG-3005                         | 13.Tem Que Valer（g-ton from nobodyknows+ & i-dep rmx）/テン・キ・ヴァレール（g-ton from nobodyknows+ & i-dep rmx）                       |
| 2005年10月26日 | SEAMO「Get Back On Stage」                                 | BVCR-17059                        | 10.BET OR ALIVE featuring CRYSTAL BOY（nobodyknows+）                                                                                     |
| 2006年06月28日 | オムニバス 「Peace from Central Japan」                    | BVCR-14030                        | 4.Pride (AK-69xヤス一番？(from nobodyknows+) 12.Pocketful of Peace (CRYSTAL BOY(from nobodyknows+)xMr.OZ                                  |
| 2006年11月08日 | MASH 「情熱のばか」                                        | WS-70001                          | 7.イエローヌバッカ feat. ヤス一番？(nobodyknows+)                                                                                         |
| 2007年07月18日 | "E"qual 「KING & QUEEN」                                   | COCP-51043                        | 10.Everybody Get Up feat. DJ MITSU, ノリ・ダ・ファンキーシビレサス, ヤス一番？, プリメラ                                                  |
| 2008年04月30日 | ANTY the 紅乃壱 「くろふらみんご」                         | MDCT-1001                         | 8.アップ&ダウン feat. CRYSTAL BOY |
| 2008年06月04日 | 倉橋ヨエコ – 解体ピアノ                                    | VICB-60028                        | 6.友達のうた (ラッパーはHIDDEN FISH,作曲はDJ MITSU)                                                                                       |
| 2008年11月26日 | SEAMO「SCRAP & BUILD」                                     | BVCR-14046                        | 8.Girl Is Mine feat. CRYSTAL BOY |
| 2008年11月26日 | SEAMO「コラボ伝説」                                        | BVCL-247〜248                     | DISC1-14.Girl Is Mine feat. CRYSTAL BOY（nobodyknows+）                                                                                   |
| 2010年04月28日 | ANTY the 紅乃壱 「スキヤキGIRL」                           | HIZPC-2010                        | 2.シラカベーゼ (作曲はDJ MITSU) 6.Ting A Ring (作曲はDJ MITSU)                                                                            |
| 2011年01月12日 | miCKun 「D.N.A」                                           | UPCH-1822                         | 6.O-Z-3 feat. Crystal Boy |
| 2011年06月20日 | Tak-Z 「Lifetime Memory」                                  | TKCA-73668                        | 13.Just One Future (作曲はDJ MITSU) |
| 2013年12月18日 | SEAMO「TO THE FUTURE」                                     | UPCH-1950                         | 10.未来への種 / SEAMO, nobodyknows+, HOME MADE 家族, Ms.OOJA                                                                              |
| 2014年05月07日 | BUDDY 「名古屋アンドロイド」                               | HNMFB-001                         | 7.人生ゲーム -classic club mix- (作曲はDJ MITSU) 8.ファンタスティック・バディ (作曲はDJ MITSU)                                            |
| 2015年1月14日  | HOME MADE 家族「横恋慕」                                   | KSCL-2512                         | 4.N.A.M.A. Remix feat. ノリ・ダ・ファンキーシビレサス&ヤス一番? from nobodyknows+                                                         |
| 2017年6月7日   | SEAMO「ON&恩&音」                                          | デジタルEP                        | 1.ON&恩 / SEAMOxCrystalBoyxKUROxSOCKS |
| 2017年11月19日 | SEAMO「続・ON&恩&音」                                      | デジタルEP                        | 1.続・ON&恩 / SEAMO×CrystalBoy×KURO×SOCKS                                                                                                 |
| 2017年12月20日 | ONE☆DRAFT「ENDRUN」                                        | TKACA-74589                       | 10.傾奇炎Ⅱ feat. KLUTCH（ET-KING）,コブラJP（FANTAGROUP）, ヤス一番？（nobodyknows+）, GooF（SOFFet）, SEAMO, YOPPY（エイジアエンジニア） |
| 2018年02月14日 | SEAMO 「Moshi Moseamo?」                                   | OTCD-6360                         | 2.On&恩 / SEAMO×Crystal Boy×KURO×SOCKS 3.続・On&恩 / SEAMO×Crystal Boy×KURO×SOCKS                                                         |
| 2019年2月20日  | SEAMO「Glory」                                             | OTCD-6688X OTCD-6688              | 2.Glory / SEAMO×CrystalBoy×KURO×SOCKS×Ms.OOJA                                                                                             |
| 2019年10月9日  | SEAMO「Wave My Flag」                                      | BVCL-1003～1004 BVCL-1005         | 2.Wave Your Flag / SEAMO×CrystalBoy×KURO×SOCKS                                                                                            |
| 2021年3月6日   | SEAMO「NORA」                                              | デジタルアルバム 会場限定アルバム | 2.みなさんのおかげです / SEAMO×CrystalBoy×KURO×SOCKS                                                                                      |

### 収録作品・カバー
| 発売日         | タイトル                                         | 規格品番   | 収録曲                                                                |
| -------------- | ------------------------------------------------ | ---------- | --------------------------------------------------------------------- |
| 2004年09月29日 | DJ KAORI'S "RIDE" into the PARTY                 | VICP-62823 | 8.ポロン2                                                             |
| 2004年12月01日 | SDガンダムフォース オリジナル・サウンドトラック+ | SRCL-5849  | 45.ココロオドル -SD GUNDAM FORCE EDIT-                                |
| 2005年01月26日 | カンフーハッスル                                 | SICP-685   | 32.シアワセナラテヲタタコウ（[ボーナス・トラック]日本版テーマソング） |
| 2006年01月25日 | HIT STYLE                                        | MHCL-777   | DISC2-2.ココロオドル                                                  |
| 2008年02月20日 | シュウカツ!!                                     | MHCL-1288  | 7.ココロオドル                                                        |
| 2008年03月12日 | sakura songs 2                                   | UPCH-1591  | 9.さくら（Spring Field Version）                                      |
| 2008年07月09日 | スプラッシュ!!                                   | MHCL-1360  | 3.ココロオドル                                                        |
| 2008年07月23日 | NARUTO SUPER HITS 2006-2008                      | SVWC-7561  | 6.Hero's Come Back!!                                                  |
| 2010年06月30日 | SUMMER SUNSHINE                                  | MHCL-1776  | 12.ココロオドル                                                       |
| 2012年10月31日 | パーティーのうた                                 | MHCL-2169  | 3.ココロオドル                                                        |

### 楽曲提供
| 年   | アーティスト                                       | 曲名                        | 出典  |
| ---- | -------------------------------------------------- | --------------------------- | ----- |
| 2019 | Bad Ass Temple（CV：葉山翔太、榊原優希、竹内栄治） | Bad Ass Temple Funky Sounds | [ 9 ] |
| 2023 | Sexy Zone                                          | 再会の合図                  |       |

## ミュージックビデオ
| 監督                          | 曲名 |
| ウスイヒロシ（ウスイ☆ヒロシ） | 「Hero's Come Back!!」、「SUMMER」、「T.R.U.E.」、「アンダーレイン feat.プリメラ」、「イマイケサンバ」、「エル・ミラドール～展望台の唄～」、「シアワセナラテヲタタコウ（カンフーハッスル Ver.）」、「メバエ」 |
| 先田友康                      | 「ススミダス→」、「ポロン2」 |
| 桜井舞子                      | 「さくら（CRYSTAL BOY feat.ヤス一番?）」 |
| 竹内鉄郎                      | 「どうよ？」「好きだぜ、マリー。」 |
| P.M.KEN + カイガタカシ        | 「以来絶頂」 |
| 福居英晃                      | 「Fallin'」 |
| 若野桂                        | 「ココロオドル」 |
| 倉橋拓也                      | 「あの夏の日 feat.machaco」「The Blue feat.大迫 佑磨(Orland)」 |
| 林田達樹                      | 「いい歳こいて」 |

## 主なライブ

### ワンマンライブ、主催イベント
- 2005年 - nobodyknows+ tour 2005 spring "シアワセナラテヲタタコウ"
- 2006年 - nobodyknows+ tour 2006 "5MC&1DJ"～くりぼうの面食い道中膝栗毛～
- 2011年 - 出張ネバーランド2011～大忘年会スペシャル～
- 2012年 - 出張ネバーランド2012～大忘年会スペシャル～
- 2013年 - 出張ネバーランド2013～大忘年会スペシャル～
- 2014年 - 出張ネバーランド2014～大忘年会スペシャル!!!～【番外編】
- 2015年 - 出張ネバーランド2015～大忘年会スペシャル～
- 2016年 - 出張ネバーランド2016～大忘年会スペシャル～
- 2017年 - 出張ネバーランド2017～大忘年会スペシャル～